# Лавин
Лави́н (нем. Lavin) — деревня и бывшая коммуна в Швейцарии, в кантоне Граубюнден, в Нижнем Энгадине.
До 31 декабря 2014 года Лавин был отдельной коммуной, но с 1 января 2015 года Лавин объединили с коммуной Цернец. Входит в состав региона Энджадина-Басса/Валь-Мюштайр (до 2015 года входила в округ Инн). 
Население составляет 193 человека (на 31 декабря 2006 года). Официальный код — 3743.

## Герб
Блазонирование: на чёрном фоне изображена серебряная (белая) остроконечная вершина, поверх которой в профиль представлен рисунок чёрного горного козла.

## География
Лавин расположен на левом побережье реки Инн, в устье Val Lavinuoz, к юго-востоку от горы Пиц Линар (3411 м). Из около 46 км2 прилегающих территорий 2827 га являются неплодородными и гористыми, оставшиеся 917 га едва ли пригодны для земледелия и отведены под горные пастбища. 29 га заняты поселениями, а 845 га — лесами и рощами.
Лавин примыкает к Ретийской железной дороге и автомагистрали 27, идущей из Энгадина в Ландекк.

## История

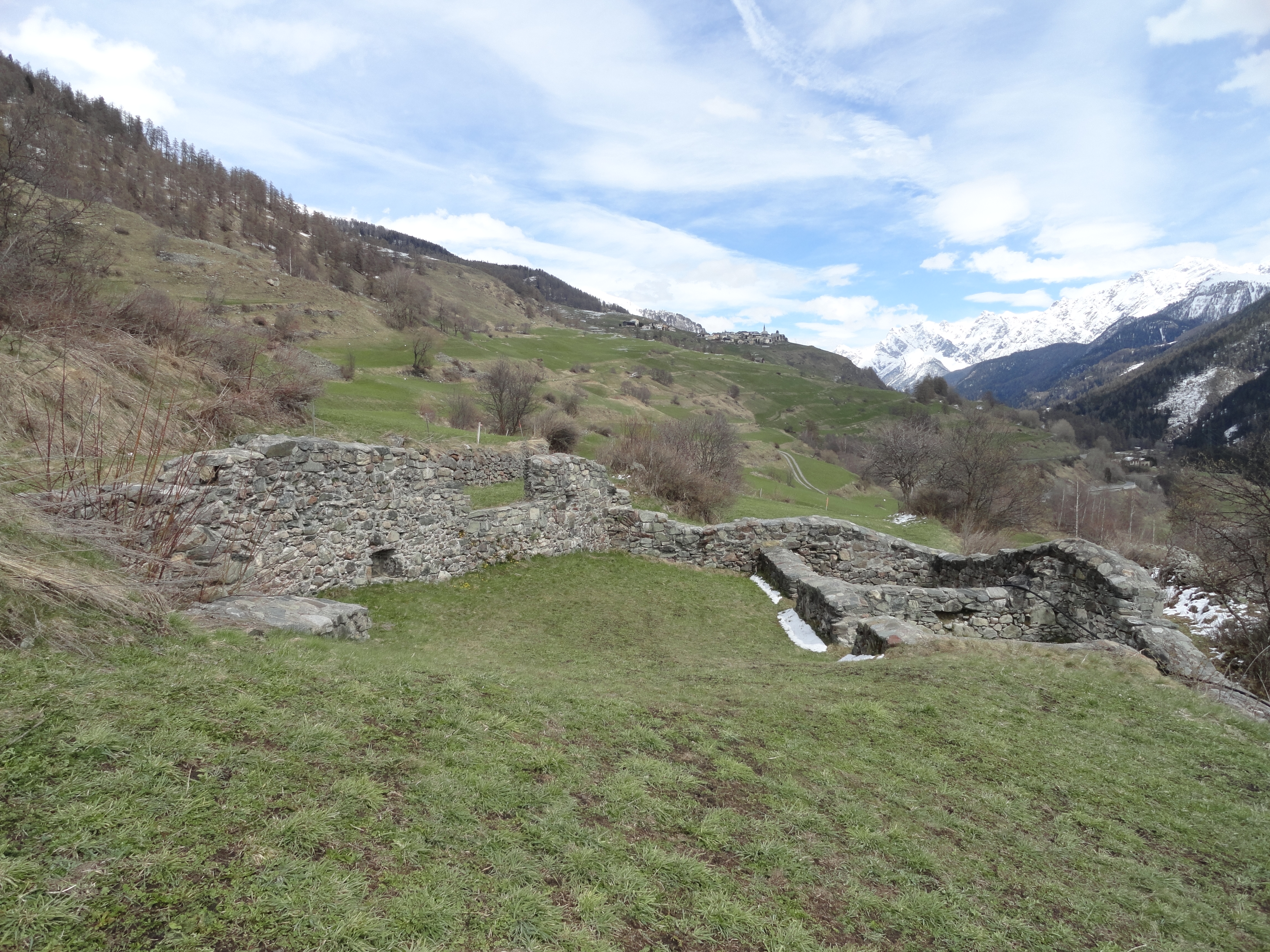
Руины Гонда, XII век

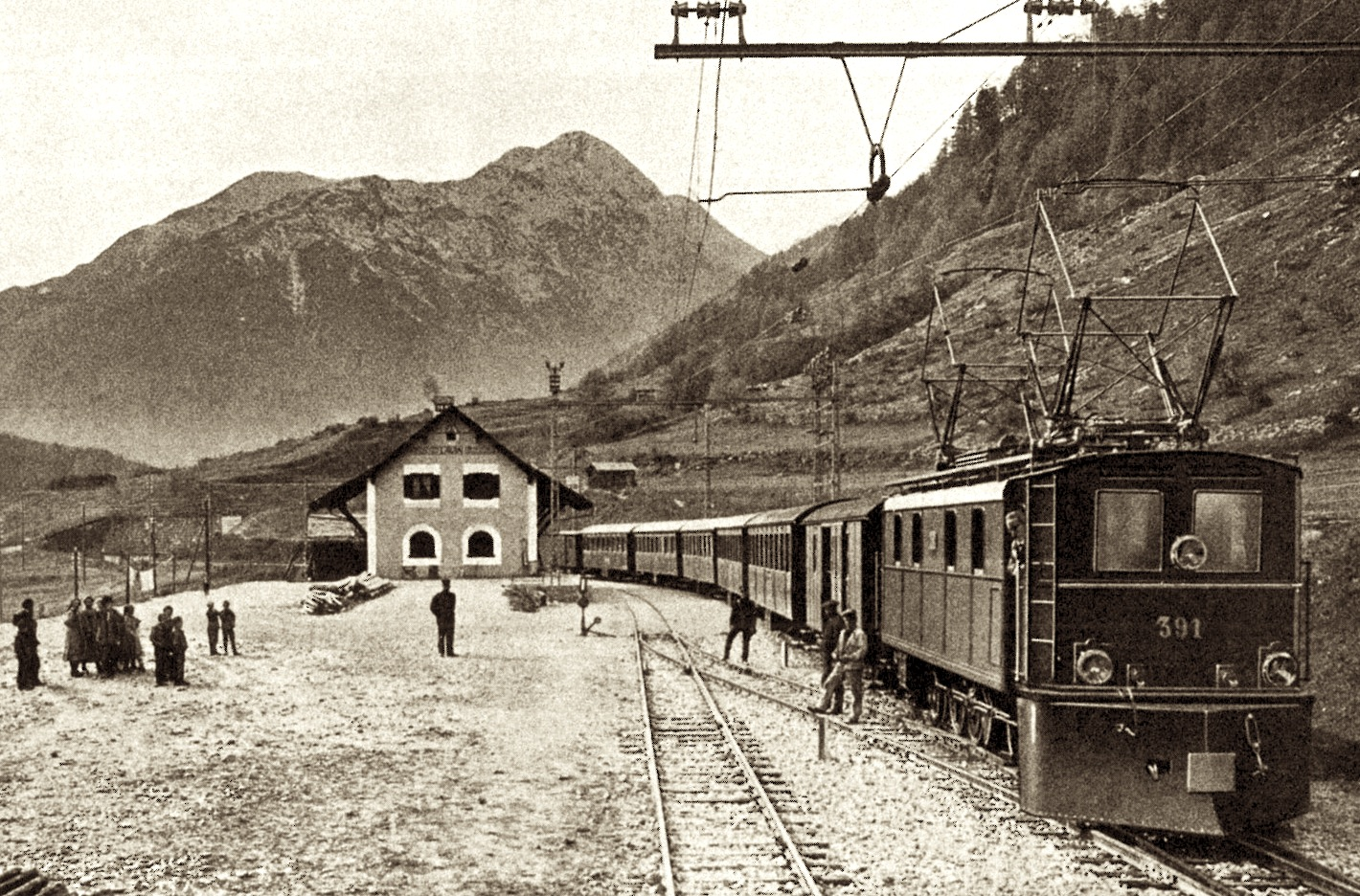
Железнодорожная станция Лавин в 1913 году

На южном побережье реки Инн, у Las Muottas в 1938/39 году Ханс Конрад обнаружил остатки древнего поселения бронзового века с фрагментами керамики. Это свидетельствует о ранних поселениях человека в данной местности. Заброшенная деревня Гонда впервые упоминается в 1164 году, а современное поселение впервые фигурирует в источниках XII века под названием Lawinis.
Лавин в XIII—XIV веках был закрытой деревней, пока в 1325 году не стала относится к церкви Ардец. С 1422 года Лавин присоединился к церковной общине соседней коммуны Суш.
В 1499 и в 1621/1622 годах общину разрушили австрийские войска во время Бюнднер Виррен, как части Тридцатилетней войны. В 1480—1500 годах в Лавине строилась церковь Сан Гюэрг (San Güerg) с росписями поздней готики, закрашенными в 1529 году и впервые отреставрированными в 1955—1956 годах.
В 1529 году под влиянием теолога и реформатора церкви Филиппа Галиция приняла Реформацию. В 1652 году жители выкупили у австрийского правительства эти земли. До 1851 года Лавин относился к судебному правлению Унтертасна и к муниципалитету Крейса. Местное население зарабатывало на животноводстве, продаже зерновых культур, древесины и предоставлении платных услуг. В XVIII веке здесь добывали медную руду и построили плавильные заводы и коммерческие предприятия.
В 1869 году в крупном пожаре сгорело 68 домов, оставив без крыши над головой около 300 человек. Современные дома являются в основном новостройками с плоскими крышами. В 1900 году в Лавине проживало лишь 242 человек. В 1913 году здесь построили железнодорожную станцию. После окончания Второй мировой войны население Лавина продолжало сокращаться. До 1970 года здесь проживало 155 человек, и с тех пор отмечено небольшое увеличение числа жителей. В 1971 года рядом проложили объездную дорогу, в 1999 году — открыли железнодорожный туннель Vereina. К 2000 году число жителей Лавина составило 174 человека.

## Население

### Языки
В XIX веке здесь проживало наименьшее число немецкоговорящих граждан. Сегодня преобладающим языком является диалект валладер романшского языка. Между 1880 и 1941 годами число носителей романшского языка не менялось (1880 — 83 %, 1941 — 83 %). В последние десятилетия этот показатель снизился лишь на несколько процентных пунктов. Муниципалитет и школа выступают в защиту языка, который понимают 91 % жителей в 1990 году и 86 % жителей в 2000 году.
| Языки в Лавин |             |             |             |             |             |             |
| Языки         | На 1980 год | На 1980 год | На 1990 год | На 1990 год | На 2000 год | На 2000 год |
| Языки         | Число       | Процент     | Число       | Процент     | Число       | Процент     |
| Немецкий      | 33          | 18,13 %     | 38          | 20,65 %     | 40          | 22,99 %     |
| Ретороманский | 147         | 80,77 %     | 145         | 78,80 %     | 132         | 75,86 %     |
| Жители        | 182         | 100 %       | 184         | 100 %       | 174         | 100 %       |

### Религии и конфессии
Местные жители под влиянием теолога и реформатора церкви Филиппа Галиция с 1529 года следуют заветам протестантства.

### Национальный состав
К концу 2010 года из 220 жителей 197 причисляют себя к швейцарцам.

## Политика

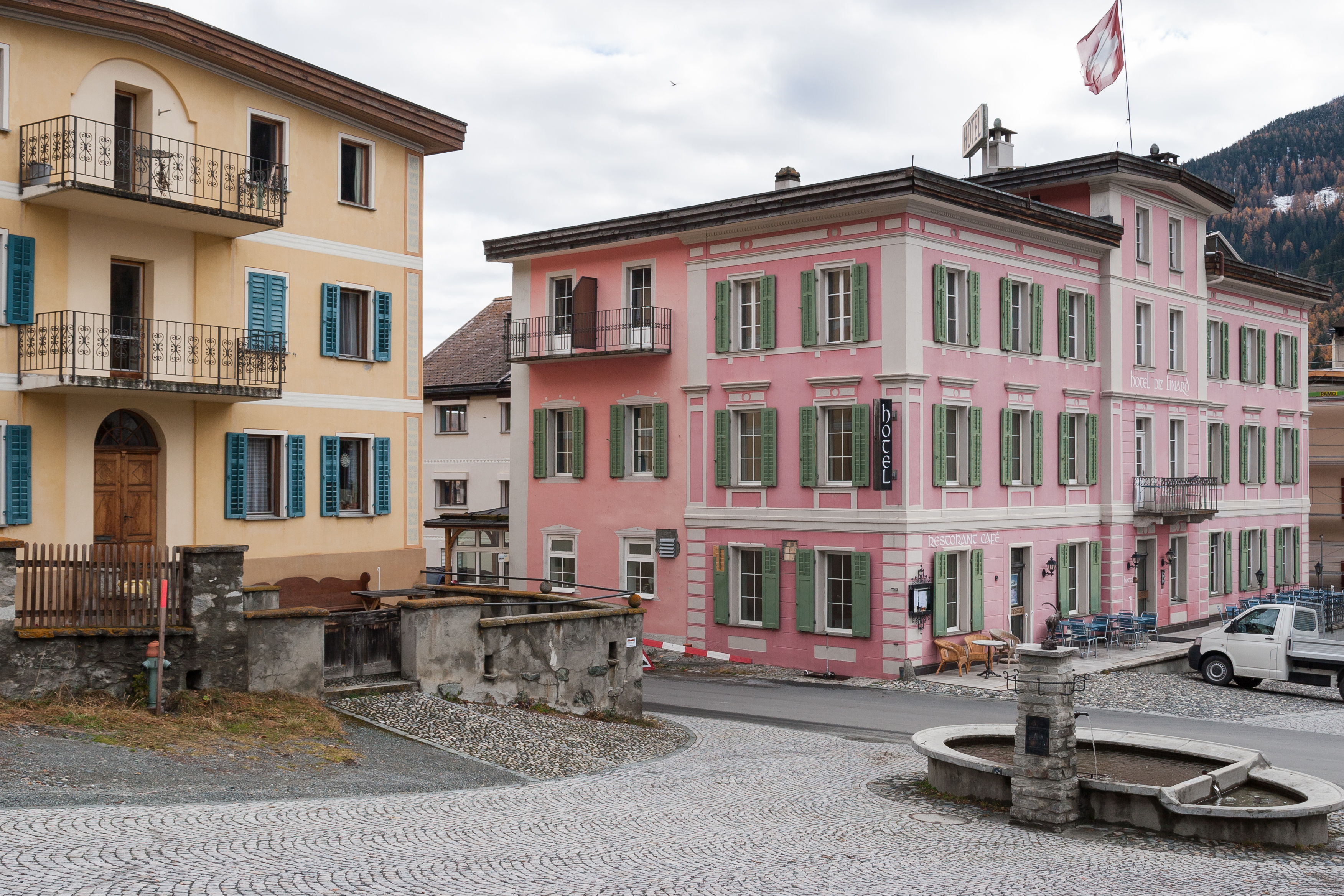
Отель «Пиц Линар» в 2008 году

В местный орган власти входили пять государственных служащих. До 2015 года руководящую должность занимал Линард Мартинелли.

## Экономика
Прежде местное население зарабатывало на животноводстве, продаже зерновых культур, древесины и предоставлении платных услуг. Сегодня сельское хозяйство продолжает играть немаловажную роль в экономике Лавина, но также приобрели значение ремесленные и служебные профессии. Два отеля, несколько постоялых мест предоставляют услуги туристам, приезжающим сюда провести время на природе, покататься на велосипедах, заняться спортом.

## Достопримечательности

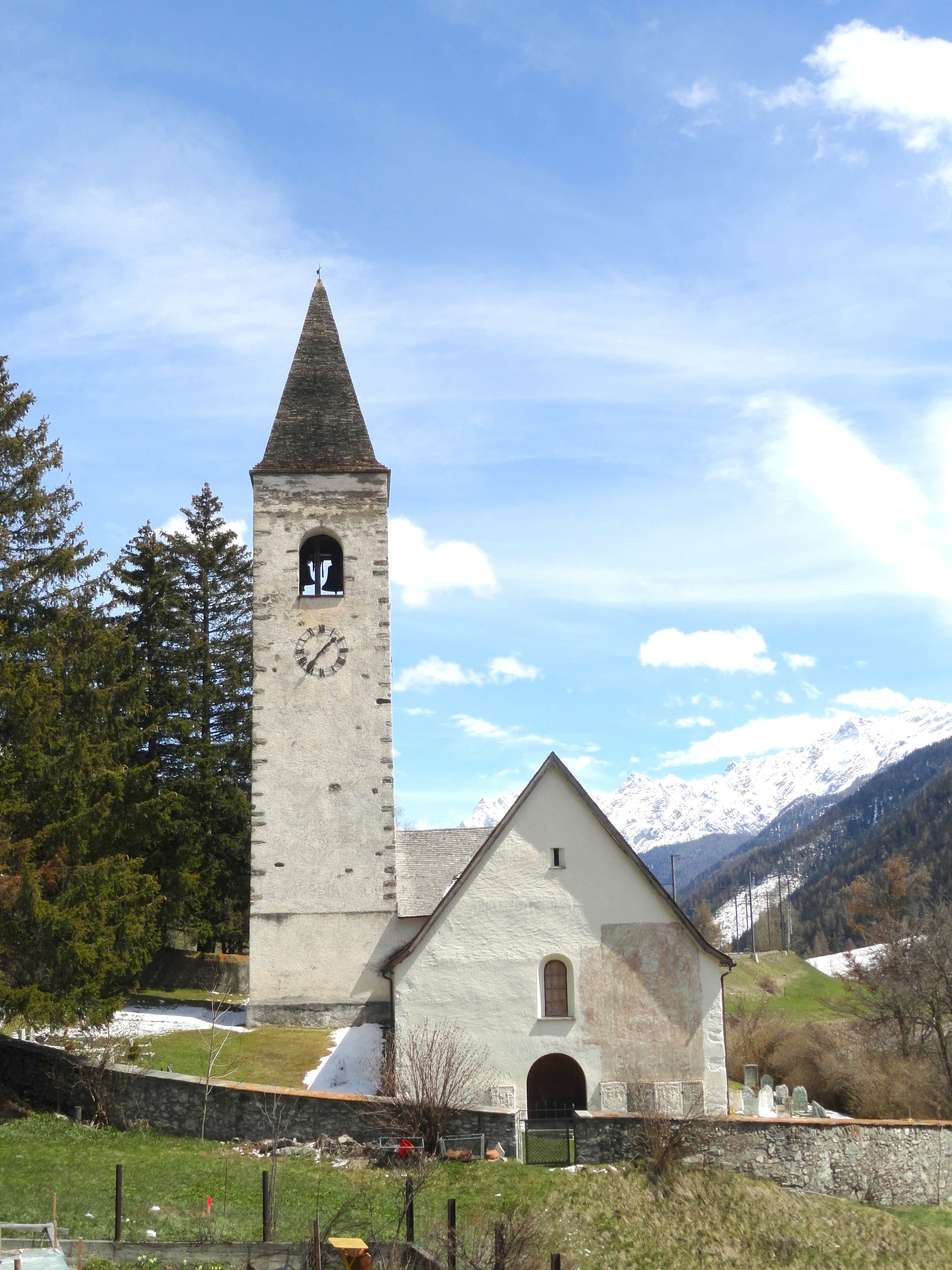
Реформистская церковь Лавин

- Не пострадавшая при пожаре средневековая церковь с фресками поздней готики и Ренессанса.
- Plazza gronda[3]
- Старая приходская школа 1869 года[4]
- Руины деревни Гонда по пути в Гуарду.

## Выдающиеся личности
- Филипп Галиций[нем.] (1504—1566) — теолог, реформатор церкви 1529 года в Лавине.
- Оскар Пер[нем.] (1928—2013) — писатель и филолог.